# Federación de Asociaciones de Scouts de España
Federación de Asociaciones de Scouts de España (ASDE) es una organización presente en España desde 1912. Está compuesta por más de 20 organizaciones federadas en representación de 16 comunidades autónomas y de las ciudades autónomas de Ceuta y Melilla. Scouts de España es una de las mayores ONG de voluntariado juvenil de España al contar con más de 30 000 socios repartidos en más de 300 grupos scouts.
Scouts de España (ASDE) es una de las asociaciones continuadoras del escultismo histórico español, heredera de los Exploradores de España (1912-1940), organización fundada por Teodoro Iradier y Herrero y Arturo Cuyás Armengol.

## Historia

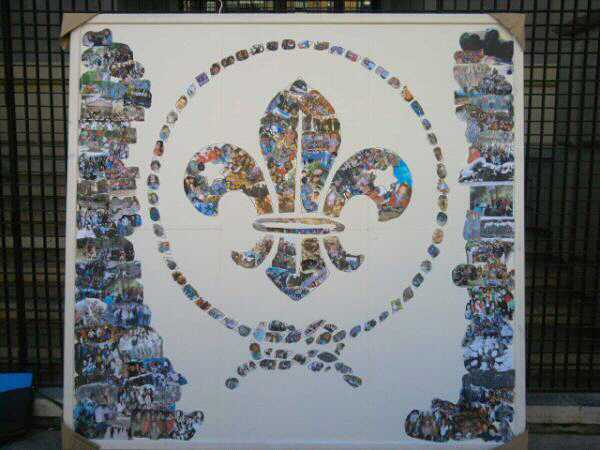
Así celebraron el centenario en Murcia

En 1940, al término de la Guerra Civil (1936-1939) la Asociación Nacional de Exploradores de España (ANEDE) fue suspendida de actividades por el régimen franquista. No obstante, continuó su actividad en semi clandestinidad hasta 1977, momento en el que se legalizan sus estatutos como Asociación de Scouts de España.
En 1978 la Oficina Mundial del Movimiento Scout reconoce como miembro de pleno derecho a la Federación de Escultismo en España, formada por la Asociación de Scouts de España, el Movimiento Scout Católico y la Asociación Catalana de Escultismo.
La estructura actual de Scouts de España es la de una federación de asociaciones scouts de ámbito autonómico, con presencia en todas las comunidades autónomas, salvo Cataluña y Navarra.
En 2015 se celebró el primer centenario de Scouts de España.

## Misión y Visión
El escultismo es un movimiento educativo presente en todo el mundo al que pertenecen más de 50 millones de personas, jóvenes y adultos, en más de 1 millón de grupos de scouts, compartiendo un mismo sistema de valores y el deseo de construir un mundo mejor.
- Misión: La misión del Escultismo es contribuir a la educación y al desarrollo de las personas, principalmente durante la infancia, adolescencia y juventud, a través de un sistema de valores basado en la Promesa y la Ley Scout, para ayudar a crear un mundo mejor donde las personas puedan desarrollarse como individuos autónomos y desempeñar un papel constructivo y activo en la sociedad.  Para alcanzar esta misión consideramos fundamental:
  - Educar en la libertad, la justicia, la autonomía, la solidaridad y la responsabilidad personal y comunitaria, en el marco de la convivencia, el respeto y el servicio.
  - Ayudarles a establecer un sistema de valores basado en principios espirituales, sociales y personales, inherentes a la persona, que ayuden a superar el individualismo y el materialismo, y favorezca la formación de su personalidad.
  - Despertar el espíritu crítico, transformador y participativo, respetando la libertad personal y promoviendo hábitos de vida saludable, que permitan analizar las ideologías y opciones que la sociedad presenta para posteriormente elegir una opción de vida.
  - Impulsar la comprensión y el desarrollo en nuestra sociedad, promoviendo el cuidado y defensa del Medio Ambiente y estimulando acciones de cooperación, servicio y voluntariado hacia los demás.
- Visión: Para Scouts de España la educación lo es todo, por eso contribuye a la creación de un mundo mejor, más justo y solidario, donde el cuidado del Medio Ambiente, el respeto a los derechos humanos y el entendimiento entre las personas y los pueblos sea una realidad, como movimiento global.[3]

## Publicaciones
ASDE Scouts de España elabora publicaciones dirigidas a sus voluntarios educadores con el objetivo de proporcionarles herramientas que faciliten su labor educativa. Estas publicaciones, elaboradas por los propios voluntarios, abordan distintas temáticas y adaptan su metodología didáctica a las necesidades de las distintas secciones scouts.

## Movimiento scout en el mundo
El movimiento scout, fundado en el año 1907 por Baden Powell en Inglaterra, es una organización que se basa en un proyecto educativo dirigido a niños y jóvenes con el objetivo de promover su educación integral y su implicación social. El Escultismo trabaja con y para la infancia y la juventud con la ilusión de construir un mundo mejor a través del liderazgo entre iguales.
El movimiento scout existe en 162 países lo que suponen más de 57 millones de personas, de diferentes culturas, lenguas y religiones trabajando por construir un mundo mejor. Todo ello gracias a más de 7 millones de adultos voluntarios que apoyan las actividades que desarrollan los grupos scouts.
La Organización Mundial del Movimiento Scout (OMMS) es una organización independiente, mundial, sin fines de lucro y no partidista, la cual sirve al Movimiento Scout. Su finalidad es promover la unidad y el entendimiento de los principios y propósitos del Movimiento Scout, facilitando al mismo tiempo la expansión y el desarrollo del mismo. Los órganos de la Organización Mundial son la Conferencia Scout Mundial, el Comité Scout Mundial y la Oficina Scout Mundial.

## Himno Scout
Alcemos nuestra voz,

siempre en unión

siempre al compás

cantemos, sí,

nuestra canción....
Alerta, hermano scout,

siempre fiel a tu promesa,

siempre fiel a tu gente, a tus creencias.

Al servicio de los hombres cifrarás todo tu honor

en la ley que Baden Powell nos dejó.
En tu pecho brillará

la flor de Lis (x2)

y en tu alma buscarás

siempre servir.(x2)
Dejarás cada día en tu camino

la señal de tu diaria buena acción

para que veamos siempre que en tu marcha como scout

has dejado fiel...

este mundo que has vivido con amor, mucho mejor.

Así serás siempre feliz....

así tendrás la flor de Lis que acampará en tu corazón. ¡Sí!